# ŠK Zlín
ŠK Zlín – czeski klub szachowy z siedzibą w Zlinie.

## Historia
Zebranie założycielskie klubu odbyło się we wrześniu 1924 roku. Postanowiono wówczas o utworzeniu szachowej sekcji klubu SK Baťa Zlín pod nazwą ŠOSK Baťa. Pierwsze mistrzostwa klubowe odbyły się jeszcze w 1924 roku. W 1933 roku klub zajął drugie miejsce w drugiej klasie mistrzostw okręgowych, awansując do klasy pierwszej, którą wygrał w 1934 roku. W 1945 roku klub zorganizował turniej międzynarodowy, który wygrał Petar Trifunović, a pod koniec tego roku wyjechał do Polski, rozgrywając towarzyski dwumecz z Krakowskim Klubem Szachistów. W 1947 roku klub zajął trzecie miejsce w mistrzostwach Czechosłowacji. W 1948 roku miało miejsce przemianowanie nazwy klubu na SK Botostroj I. Zlín, a w ramach sekcji szachowej nastąpiło połączenie wszystkich zlińskich klubów szachowych. W tym samym roku zespół uzyskał czwarte miejsce w mistrzostwach kraju. W 1949 roku ponownie zmieniono nazwę klubu, na Sokol Svit Gottwaldov. W tym okresie klub opuścili jego czołowi gracze, na czele z Jiřím Fichtlem. W związku z tym klubowi działacze na początku lat 50. skoncentrowali się na szkoleniu młodzieży. Mimo tych problemów w 1952 roku zespół zajął dwunaste miejsce w mistrzostwach kraju. W kolejnym roku klub został włączony pod zarząd TJ Jiskra Gottwaldov.
W związku z brakiem odpowiedniego lokalu i silnej kadry pod koniec lat 50. w działalności szachowej sekcji Jiskry nastąpił okres recesji. W połowie lat 60. zespół nawiązał kontakt z BSG Rotation Berlin, z którym od tamtej pory rozgrywał regularne mecze towarzyskie. W 1967 roku nastąpiło pozyskanie sali gier przy ulicy Zarámí. Wówczas zespół awansował do pierwszej klasy mistrzostw regionalnych, a w 1970 roku uzyskał awans do drugiej ligi. W 1971 roku pozbawiono klub dotychczasowej siedziby. W 1978 roku pierwsza drużyna spadła z drugiej ligi. W kolejnym roku klubowi przydzielono pomieszczenie w hali sportowej, wówczas też zespół powrócił do drugiej ligi, z której ponownie spadł w roku 1981. W 1985 roku klub został mistrzem regionu. W następnym roku klub ponownie stracił siedzibę, ponadto w tym okresie część zawodników przeszła do Agrokombinátu Slušovice. Nie pozostało to bez wpływu na wyniki klubu, który w 1988 roku spadł z ligi.
W 1991 roku zmieniono nazwę klubu na Šachový klub Zlín. Rok później sponsorem klubu została VP Elektronika Zlín. W 1993 roku zespół awansował do 1. ligi (drugi poziom), uzyskując siódme miejsce w sezonie 1993/1994. W 1996 roku zespół awansował do Extraligi. W swoim inauguracyjnym sezonie w Extralidze ŠK Zlín zajął czwartą pozycję, a w kolejnym sezonie był piąty. W tym okresie zawodnikami klubu byli m.in. Ľubomír Ftáčnik i Petr Hába. W 2000 roku tytularnym sponsorem ŠK Zlín zostało przedsiębiorstwo Trinom. W latach 2001–2002 zespół ponownie zajął piąte miejsce w lidze. W 2005 roku klub stracił sponsora tytularnego. Sezon 2005/2006 ŠK Zlín zakończył na trzecim miejscu w rozgrywkach ligowych, za Bausetem Pardubice i Lokomotivą Brno. Skład drużyny stanowili wówczas m.in. Ján Markoš, Tomáš Petrík, Pavel Čech, Roman Chytilek, Pavel David, Petr Pisk i Jan Sosna. W 2010 roku zespół został sklasyfikowany na czwartym miejscu w Extralidze. W 2012 roku klub wycofał się z Extraligi, przystępując do rozgrywek 1. ligi. W 2017 roku ŠK Zlín spadł z 1. ligi.

## Arcymistrzowie w historii klubu
- Ľubomír Ftáčnik[21]
- Petr Hába[12]
- Peter Michalík[22]
- Ján Plachetka[12]
- Tomáš Polák[23]